# Jean-Michel Vaubien
Jean-Michel Vaubien, né le 16 janvier 1980 dans le 20e arrondissement de Paris, est un acteur, chanteur, danseur et directeur artistique de doublage français.
Pratiquant aussi le doublage, il prête sa voix à de nombreux acteurs afro-américains.

## Biographie
Jean-Michel a commencé sa carrière en tant qu'autodidacte, en se produisant dans des cabarets tels que le Carré Blanc, la chorale Gospel pour 100 voix et le Club Med World avec Davis Caule à la suite d'une audition réussie puis les Casinos Barrière d'Enghien-les-Bains, Deauville et Trouville.
Il participe à de nombreuses créations artistiques, notamment des comédies musicales et spectacles de danse,,.
Grâce à Patrice Dozier, il débute ensuite dans le doublage en rencontrant des personnes du milieu à la suite d'une représentation de La comédie musicale FAME, notamment les directrices artistiques Perrette Pradier et Réjane Schauffelberger.
En novembre 2015, il participe à l'émission La France a un incroyable talent sur M6 en intégrant le groupe vocal Les Garçons avec notamment Laurent Bàn. Ils se qualifient pour la demi-finale.
Entre 2016 et 2018, Jean-Michel a participé au retour du spectacle musical Notre-Dame de Paris de Luc Plamondon et Richard Cocciante dans une exploitation parisienne au Palais des Congrès de Paris, dans les Zéniths de France ainsi qu'une tournée à Taïwan, Beyrouth, Moscou, Saint-Pétersbourg et Istanbul. Il a interprété le personnage de Clopin.

## Spectacles

### Comédies musicales et danse
- 1999 - 1999 : Temps en Temps, mise en scène de Jean Bellorini, théâtre du Regard du Cygne
- 2000 - 2001 : Mots d'Arts, mise en scène de Myriam Delourme, théâtre Déjazet
- 2004 : Les 7 pêchés capitaux, mise en scène de Frédéric Strouck, théâtre du Gymnase
- 2005 : Roméo et Juliette, mise en scène de Yohann Azran
- 2005 - 2009 : Swinging Fantasy, mise en scène de Jim Light, Casino Enghien-les-Bains
- 2006 - 2007 : Dora et les Pirates produit par Gérard Louvin, Zénith de Paris et en tournée
- 2007 - 2013 : Danseur pour Le Plus Grand Cabaret du monde de Patrick Sébastien sur France 2.
- 2007 - 2013 : Danseur pour Les Années bonheur de Patrick Sébastien sur France 2.
- 2008 : Création de Fame Le Musical, mise en scène de Ned Grujic, Comédia (théâtre) et en tournée
- 2009 : Cérémonies des Marius au Théâtre du Le Trianon (Paris)
- 2009 - 2010 : Kirikou et Karaba, mise en scène de Wayne McGregor, en tournée nationale
- 2010 - 2011 : Fame, mise en scène de Ned Grujic, Au Trianon et en tournée
- 2010 - 2011 : Scooby Doo et les pirates, mise en scène de Rémy Caccia, en tournée
- 2011 - 2012 : Avenue Q, mise en scène de Dominique Guillo, Théâtre Bobino[7],[8]
- 2012 : Gospel sur la Colline de Benjamin Faleyras, Casino de Paris
- 2012 - 2013 : Swinging Life, Théâtre Bobino et tournée nationale
- 2013 - 2014 : DISCO, le spectacle musical, mise en scène de Stéphane Jarny, Folies Bergère et en tournée
- 2015 : Gospel sur la Colline de Benjamin Faleyras, mise en scène de Jean-Luc Moreau aux Folies Bergères
- 2016 - 2018 : Notre-Dame de Paris de Richard Cocciante et Luc Plamondon au Palais des Congrès de Paris, tournée France et étranger (Doublure du Rôle de Clopin)

## Filmographie

### Télévision
- 2007 : Soaperette de Frédéric Strouck et Grégory Blot-Rudolph, réalisé par Gilles Amado : Kamal
- 2007 - 2013 : Les Années bonheur de Patrick Sébastien
- 2007 - 2013 : Le Plus Grand Cabaret du monde de Patrick Sébastien
- 2013 : Sing-Off 100 % vocal avec le groupe Cinphoniq
- 2015 : La France a un incroyable talent avec le groupe « Les Garçons ». Le groupe arrivera jusqu'en demi-finale.
- 2016 : Touche pas à mon poste ! avec le groupe « Les Garçons » (« Les Pères-Noel » avec Matthieu Delormeau)
- 2016 : Touche pas à mon poste ! L'Opéra au Kebab avec Énora Malagré et le groupe « Les Garçons »
- 2016 : Comment ça va bien ! Présenté par Stéphane Bern « Medley Queen » Live par le groupe « Les Garçons »
- 2016 : TPMP fait son Olympia « Medley Beyonce » avec Énora Malagré et le groupe « Les Garçons »

## Publicités

### Télévision
- Spot « Venez comme vous êtes » de Mcdonald's[9]
- 2012 : Spot France Ô « Le Danseur »

### Web
- Cofinoga « Comment Fonctionne le Regroupement de crédit »
- Comoprint
- Groupon « Space Cat »
- Kwanko « Le S.A.V »
- Nike « La Coupe du Monde de Barbès »

### Voix off
- Publicité INPES Sida[10]
- Danone One Planet One Health[11]
- Comoprint « La minute technologique »
- 2017-2018 : Voix-Off Antenne de la radio swigg anciennement Ado FM
- Publicité radio pour le Rhum Dillon « Nous, c'est Dillon » avec Thierry Desroses

## Doublage

### Cinéma

#### Films
- Trezzo Mahoro dans :
  - À tous les garçons que j'ai aimés (2018) : Lucas James
  - À tous les garçons : P.S. Je t'aime toujours (2020) : Lucas James
  - À tous les garçons : Pour toujours et à jamais (2021) : Lucas James

- Wiz Khalifa dans :
  - Mac and Devin Go to High School (2012) : Devin Overstreet
  - The After Party (en) (2018) : lui-même

- Viv Leacock (de) dans :
  - Sexy Dance 5: All in Vegas (2014) : le barman
  - Dead Rising: Endgame (2016) : Dick

- Brandon Mychal Smith dans :
  - Dirty Papy (2016) : Tyrone
  - La Femme la plus détestée d'Amérique (2017) : Roy Collier

- Juvat Westendorp dans :
  - Onze jongens (nl)  (2016) : Thijs
  - Just Say Yes (en) (2021) : Alex

- Garfield Wilson dans :
  - Mensonges et Trahisons (2020) : l'inspecteur Johnson
  - Zoé + Juju (2022) : David

- RonReaco Lee dans :
  - Coffee et Kareem (2020) : Orlando Johnson
  - La Duplicité (en) (2025) : Kevin

- Jandino Asporaat (nl) dans :
  - La Famille Claus 3 (nl) (2022) : Joel
  - Almost Cops (nl) (2025) : Ramon

- 1998[n 1] : He Got Game : le vendeur (Avery Glymph)
- 2008 : The Lazarus Project : Robbie (Malcolm Goodwin)
- 2009 : La Proposition : Jordan (Jerrell Lee)
- 2010 : L'Empire des Ombres : agent de sécurité (Arthur Cartwright)
- 2010 : La Mission de Chien Noël : Rasta, un puli (Christopher Massey) (voix)
- 2011 : Jeff, Who Lives at Home : Kevin (Evan Ross III)
- 2012 : Joyful Noise : Manny (Paul Woolfolk)
- 2013 : Dallas Buyers Club : Hispanic Orderly (Ian Casselberry) et Sunny (Bradford Cox)
- 2014 : Le Labyrinthe : Jeff (Jacob Latimore)
- 2014 : Get on Up : Baby Roy (Keith Robinson), Brooks (Antonius Charles) et Big Kid (Denzel Reed)
- 2014 : Selma : Jimmy Lee Jackson (Keith Stanfield)
- 2014 : Dear White People : Lionel Higgins (Williams Tyler James)
- 2014 : The Dead Lands : Mana (Pana Hema Taylor (en))
- 2014 : Men, Women & Children : Shrink (Phil LaMarr)
- 2015 : The Green Inferno : Jonah (Aaron Burns (en))
- 2015 : The Ridiculous 6 : Gus Patch (Lavell Crawford)
- 2015 : Straight Outta Compton : le rappeur de HBO (Marcus Callender) & Jinx (Cleavon McClendon)
- 2015 : About Ray : Jake (Jordan Carlos (en))
- 2015 : Il est de retour (Er ist wieder da) : lui-même (Daniel Aminati) et Neonazi (Patrick Heinrich (de))
- 2015 : Beasts of No Nation : 2nd I-C (Kurt Egyiawan)
- 2016 : War Dogs : Gangbanger (Daimion Johnson) et un soldat (Jeff Pierre)
- 2016 : Pee Wee's Big Holiday : Rene (Darryl Stephens)
- 2016 : USS Indianapolis : Men of Courage : Theodore (Mandela Van Peebles)
- 2016 : Kicks (en) : Gabe (Dante Clark)
- 2016 : Les stars de la toile : Craig (Shannon McClung) et coach des talents d'internet (Tay Zonday)
- 2016 : Loving : Percy (Chris Greene) & Cousin Davis (Lance Lemon)
- 2016 : Dead Rising: Endgame : lui-même (Barack Obama)
- 2016 : Bleed for This : Gilbert Dele (Jean-Pierre Augustin)
- 2016 : Fences : Lyons Maxson (Russell Hornsby)
- 2017 : La Belle et la Bête : le paysan dragueur (Obioma Ugoala)
- 2017 : War Machine : Andy Moon (RJ Cyler)
- 2017 : Bad Moms 2 : le stripteaseur père-noël (Patrick R. Walker)
- 2017 : Ces différences qui nous rapprochent : Brother Brown (Stacy Hall)
- 2017 : Naked : Benny (J. T. Jackson)
- 2018 : Black Panther : James / Zuri jeune (Denzel Whitaker)
- 2018 : BlacKkKlansman : J'ai infiltré le Ku Klux Klan : Hakeem (Ato Blankson-Wood (it))
- 2018 : Le Flic de Belleville : le pilote d'hélicoptère (Antún Castro (es))
- 2018 : Teen Spirit : Rollo (Jordan Stephens)
- 2018 : A Star Is Born : Richie le chorégraphe (Richy Jackson)
- 2019 : Apprentis Parents : Kit (Hampton Fluker)
- 2019 : Le Coup du siècle : le rappeur français (Samuel Gaspard) et le barman (Jarreau Antoine)
- 2019 : Kill Chain : OSO (Yusuf Tangarife)
- 2019 : Le Cas Richard Jewell : Bryant Gumbel (Garon Grisby)
- 2019 : The Trap : Darryl (Lil Duval (en))
- 2019 : Cats : Rum Tum Tugger (Jason Derulo)
- 2019 : L'Histoire personnelle de David Copperfield : Markham (Fisayo Akinade) et un arbitre (Tuwaine Barrett)
- 2019 : La Voie rebelle (en) : Derek (Travis Scott)
- 2020 : Queen and Slim : des policiers (Andre De'Sean Shanks, Gregory Keith Grainger et Lucky Johnson)
- 2020 : Spenser Confidential : Terrence Graham (Brandon Scales)
- 2020 : Le Catcheur masqué : lui-même (Kofi Kingston)
- 2020 : Lady Business : Barrett (Billy Porter)
- 2020 : Timmy Failure : des erreurs ont été commises (en) : le prisonnier (Parker Brando), l'agent de sécurité de la banque (Gary Gatewood)
- 2020 : Manhattan Lockdown : HAWK (Gary Carr)
- 2020 : Rencontre fatale : Scott (Jacob Aaron Gaines)
- 2020 : Feel the Beat : Deco (Brandon Kyle Goodman) et un joueur de football (Christopher Jones)
- 2020 : Holidate : le DJ (Patrick Lamont Jr.) et un infirmier (Brian Ashton Smith)
- 2020 : 40 ans, toujours dans le flow : Ravi (Ravi Blank)
- 2020 : Des vampires dans le Bronx : Andre (Chris Redd (en))
- 2020 : Jingle Jangle : Un Noël enchanté : Gustafson (Keegan-Michael Key) (dialogues)
- 2020 : Greenland : Colin (Andrew Bachelor)
- 2020 : Antebellum : Nick (Marques Richarson)
- 2020 : Jiu Jitsu : Tex (Eddie Steeples)
- 2020 : Les Chroniques de Noël 2 : Bob (Tyrese Gibson) (chants)
- 2020 : C'est nous les héros (We Can Be Heroes) : Crimson Legend (J. Quinton Johnson (de))
- 2020 : The Debt Collector 2 (ru) : Evo (Joseff Cannon)
- 2020 : Go Karts (en) : Colin (Darius Amarfio Jefferson)
- 2020 : One Night in Miami : Jamal (Christian Magby)
- 2020 : Swimming for Gold : le coach Bodhi (Ray Chong Nee)
- 2020 : Fatale : Bumpy (Michael « Compton Menace » Taylor)
- 2020 : Love and Monsters : Ray (Pacharo Mzembe (en))
- 2020 : Un Noël tombé du ciel (Operation Christmas Drop) : John-Michael (Xavier De Guzman)
- 2020[12] : Un fils du Sud : John Lewis (Dexter Darden)
- 2020 : Most Dangerous Game (en) : Carter (Jimmy Akingbola (en))
- 2021 : Flora & Ulysses : Chad (Jesse Reid)
- 2021 : Space Jam : Nouvelle ère : Malik (Khris Davis)
- 2021 : Ceux qui veulent ma mort (Those Who Wish Me Dead) : Ryan (Tory Kittles)
- 2021 : The Guilty : Rick (Eli Goree) (voix)
- 2021 : Black as Night (en) : Chris (Mason Beauchamp)
- 2021 : Many Saints of Newark - Une histoire des Soprano : Jaleel (Aaron Joshua)
- 2022 : Senior Year : le principal Young (Merrick McCartha (en))
- 2022 : Tic et Tac, les rangers du risque (Chip 'n Dale: Rescue Rangers) : Bull (Scott Whyte (en)) (voix), DJ Herzogenaurach (Flula Borg) (voix) et voix additionnelles
- 2022 : Beast : Banji (Tafara Nyatsanza)
- 2022 : Spirited : L'Esprit de Noël : le fantôme des Noëls encore à venir (Tracy Morgan) (voix chantée)
- 2022 : Emancipation : Gordon (Gilbert Owuor)
- 2022 : Parée pour percer : ? (?)
- 2022 : Matilda : le docteur (Matt Henry (en)) (voix chantée) et l'escapologue (Carl Spencer)
- 2022 : Whitney Houston: I Wanna Dance with Somebody : Rickey Minor (en) (Dave Heard)
- 2022 : Moi, apprivoisée ? (en) : ? (?)
- 2023 : La Petite Sirène : Sébastien (Daveed Diggs) (voix)
- 2023 : DogMan : Cher, drag-queen (Emeric Bernard-Jones), l'officier Kimbey (Eric Carter) et le chauffeur de taxi (Charles Gray)
- 2023 : The Marvels : l'annonceur royal Aladnean (Daniel Monteiro)
- 2024 : La Plateforme 2 : ? (?)
- 2024 : Mufasa : Le Roi lion : Rafiki, jeune (Kagiso Lediga (en))[13] (voix)
- 2024 : Pour solde de tout compte (en) : Jim (Shannon Wallace)
- 2025 : G20 : Melokuhle (Theo Bongani Ndyalvane)
- 2025 : F1 : Dodge (Abdul Salis)

#### Films d'animation
- 2013 : Monstres Academy : Jay et voix additionnelles
- 2014 : Dragons 2 : voix additionnelles
- 2014 : Les Sept Nains : Sherman, le coq crooner et le grand méchant loup
- 2016 : Vaiana : La Légende du bout du monde : soliste de L'Explorateur (Tautai Vasa)
- 2018 : Teen Titans Go! Le film : White Tiger (chants)
- 2019 : La Famille Addams : Glenn[n 2]
- 2020 : Finis les jeux d'enfants : lui-même (court-métrage)
- 2020 : Calamity, une enfance de Martha Jane Cannary : Louis (création de voix)
- 2021 : America, le film : John Henry[n 3]
- 2021 : Les Trolls: Des fêtes enchantées : Petit Diamant (court-métrage)
- 2022 : Bob's Burgers, le film : Grover Fishoeder
- 2022 : Tom et Jerry au Far West : voix additionnelles
- 2023 : Sacrées Momies : Radames
- 2023 : LEGO Disney Princesse : Les aventures au Château : Sébastien
- 2023 : Les Trolls 3 : Petit Diamant
- 2023 : Leo : chants
- 2024 : Piece by Piece : Jay-Z[n 4]
- 2024 : Vaiana 2 : Tautai Vasa[14]

### Télévision

#### Téléfilms
- Jaime M. Callica dans :
  - Un amour qui a du chien (2017) : Mike Howard
  - Tout l'amour d'un père (2019) : Alex

- 2010 : Love and the City (The Beauty & The Briefcase) : Eddie (Edrick Browne)
- 2011 : Les Douze Noël de Kate (12 Dates of Christmas) : Michael (Stephan James)
- 2011 : Un Noël plein d'espoir (Christmas Comes Home to Canaan) : Rodney Freeman (Matt Ward)
- 2012 : Une danse pour Noël (Holiday Spin) : Shane (Hamza Adam)
- 2012 : Double Destinée (All About Christmas Eve) : Drag Queen (Ralph Cole Jr.)
- 2012 : Le Noël des sœurs March : Paolo (Joe Corazzini)
- 2013 : Le Pacte des tricheuses : Détective Joyce (Pancho Demmings)
- 2013 : Le Bonheur au pied du sapin : Isaac (Arnold Pinnock (en))
- 2013 : Chante, danse, aime (Lovestruck: The Musical) : Scott (Mark Tallman)
- 2014 : The Nine Lives of Christmas : Mark (Dalias Blake)
- 2014 : Terrifiée par mon mari : Court Foreman (Mig Macario)
- 2014 : Drumline : A new Beat : Jayven (Jordan Calloway)
- 2015 : Un prince pour Noël : Max (Peter Johnson)
- 2016 : Toni Braxton : une chanteuse sacrifiée : Kary Lewis (Andre Hall)
- 2017 : Noel dans tes bras : Benny (Roger J. Timber)
- 2017 : Love Beat Rhymes : Reasons (Caleb Eberhardt (de))
- 2018 : Kevin Hart's Guide to Black History : Vivien Thomas (Alphonso McAuley), Robert Small (Al Shearer)
- 2018 : Lionheart : Arinze (Peter Okoye du groupe P-Square), Thanksgod ( ? ), voix de la pub télé ( ? )
- 2019 : Le flic et l'indic : Achillez (Lefaza Klinsmann)
- 2019 : How High 2 : I Got Money/I Need Money/In Money (Al Shearer)
- 2019 : O.G. de Madeleine Sackler : Beecher (Theotus Carter)
- 2019 : Comment je suis devenue une femme influente : Kenny (Arinzé Kene)
- 2020 : The Sun Is Also a Star : conducteur de train (Matthias Sebastiun Garry)
- 2020 : Mensonges et Trahisons (Dangerous Lies) (téléfilm Netflix) : détective Johnson (Garfield Wilson)
- 2020 : Le Catcheur masqué (The Main Event) (Netflix) : lui-même (Kofi Kingston)
- 2020 : Crime de guerre : sergent Bruer (Zackary Momoh)
- 2020 : Romance par Accident : Frederick (Chris Leblanc)
- 2020 : Un Noël tombé du ciel (Operation Christmas Drop) : John Michael (Xavier De Guzman)
- 2020 : Lady Business : Barrett (Billy Porter)
- 2020 : Swimming for Gold : Coach Bodhi (Ray Chong Nee)
- 2020 : L'Histoire personnelle de David Copperfield (The Personal History of David Copperfield) : Markham (Fisayo Akinade), Referee (Tuwaine Barrett)
- 2020 : Un Noël de trop : Hagen (Jonathan Kwesi Aikins)
- 2021 : Une décoratrice diabolique : Agent Betts (Devante Winfrey)[15]
- 2021 : Comment survivre à une fête mortelle : Liam (DeShaude Barner)[15]
- 2022 : School Dance : OG Lil' Pretty Thug : (Kevin Hart)
- 2022 : New York avec toi : Forest (Kwaku Adu-Poku)[15]

#### Séries télévisées
- Demetrius Bridges dans (5 séries) :
  - Alerte Contagion (2016) : Xander (mini-série)
  - Vampire Diaries (2016-2017) : Dorian Williams (saison 8)
  - The Originals (2018) : Dorian Williams (saison 5, épisode 1)
  - Legacies (2018-2021) : Dorian Williams (29 épisodes)
  - S.W.A.T. (2020) : Richie (saison 3, épisode 20)

- Brandon Scott (en) dans (4 séries) :
  - This Is Us (2019) : Cory Lawrence (saison 4)
  - Dead to Me (2019-2022) : Nick Prager (17 épisodes)
  - 13 Reasons Why (2019-2020) : le coach J.J. Kerba (10 épisodes)
  - Goliath (2021) : Rob Bettencourt (saison 4)

- Brandon Gill dans :
  - Detroit 1-8-7 (2010) : Bam-Bam (épisode 9)
  - Blue Bloods (2016) : Willis Stratton (saison 6, épisode 21)
  - NCIS : Nouvelle-Orléans (2020) : Gerald Young (saison 6, épisode 17)

- Miles Mussenden (en) dans :
  - American Wives (2011-2012) : le sergent Bennett Billings (3 épisodes)
  - Revolution (2013) : le capitaine Winslow (saison 1, épisode 12)
  - Tulsa King (2022-2023) : Adam Hendricks (5 épisodes)

- Gilbert Owuor dans :
  - The Newsroom (2013) : Ronald (saison 2, épisode 4)
  - Les Feux de l'amour (2015) : l'officier Boudreau (4 épisodes)
  - Goliath (2016) : le Père Anan (saison 1)

- Jeff Pierre dans :
  - Once Upon a Time (2018) : Drew/le prince Naveen (6 épisodes)
  - NCIS : Enquêtes spéciales (2018) : Lew Nolte (saison 16, épisode 9)
  - The Affair (2019) : Jordan (saison 5, épisode 4)

- Shane Paul McGhie (en) dans :
  - Histoires fantastiques (2020) : Lee Easton (saison 1, épisode 2)
  - Calls (2021) : Lou (voix - saison 1, épisode 6)
  - Poker Face (2023) : Austin / Hanky T. Pickins (saison 1, épisode 3)

- O. T. Fagbenle dans :
  - Dirt (2008) : O.T. (saison 2, épisode 4)
  - Looking (2014-2015) : Frank (8 épisodes)

- Marcus Lyle Brown dans :
  - Treme (2010-2012) : Dr Jason Frasor (4 épisodes)
  - The First (2018) : le directeur (épisode 8)

- Alex Barima (en) dans :
  - Almost Human (2014) : Luca (épisode 13)
  - Continuum (2014) : Nathan (saison 3, épisode 7)

- Deji LaRay (en) dans :
  - Harry Bosch (2014-2021) : l'officier Julius Edgewood (29 épisodes)
  - Bosch: Legacy (2023) : l'officier Julius Edgewood (saison 2)

- Henderson Wade dans :
  - American Horror Story (2016) : Guinness (saison 6, épisode 5)
  - Swamp Thing (2019) : Matt Cable (10 épisodes)

- Ephraim Sykes (en) dans :
  - Vinyl (2016) : Marvin (9 épisodes)
  - Poupée russe (2022) : Derek (saison 2)

- Emerson Brooks (es) dans :
  - MacGyver (2016-2019) : Charlie Robinson (4 épisodes)
  - Uncoupled (depuis 2022) : Charlie Robinson

- Shawn Andrew dans :
  - New York, unité spéciale (2016-2021) : le capitaine Sasso (5 épisodes)
  - New Amsterdam (2018) : Zak (saison 1, épisode 4)

- J. Mallory McCree (en) dans :
  - The Defenders (2017) : Cole (mini-série)
  - Good Trouble (depuis 2019) : Dom Williams

- Patrick Cage dans :
  - Esprits criminels : Unité sans frontières (2017) : John Doe / Zion Andrews (saison 2, épisode 11)
  - Lucifer (2021) : Owen (saison 5, épisode 13)

- Okieriete Onaodowan (en) dans :
  - Nora Darling n'en fait qu'à sa tête (2017) : Slick Willie (saison 1, épisode 1)
  - Jack Ryan (2023) : Adebayo « Ade » Osoji (saison 4)

- McKinley Belcher III (en) dans :
  - Ozark (2017-2022) : l'agent Trevor Evans (16 épisodes)
  - The Good Lord Bird (2020) : Broadnax (mini-série)

- Eli Goree dans :
  - Ballers (2018) : Quincy Carter (saison 4)
  - Riverdale (2018-2020) : Mad Dog (13 épisodes)

- Thomas Hobson (en) dans :
  - Dynastie (2018) : Gary (saison 2, épisode 7)
  - Camp Kikiwaka (2021) : Bodhi (saison 5, épisode 7)

- Titus Makin Jr. dans :
  - The Rookie : Le Flic de Los Angeles (2018-2021) : Jackson West (54 épisodes)
  - FBI (2019) : l'agent Art Perkins (saison 1, épisode 20)

- Ilai Swindells dans :
  - Dr Harrow (2018) : Billie Radbourne (saison 1, épisodes 4 et 5)
  - Surviving Summer (2022) : Nico (3 épisodes)

- Colby Lewis dans :
  - Chicago Med (2017-2019) : Terry McNeal (saison 4)
  - Blacklist (2021-2022) : Peter Simpson (saison 9)

- Dempsey Bovell dans :
  - Krypton (2019) : Van-Zod (saison 2, épisode 7)
  - Les Enquêtes de Vera (2020) : Jojo Walters (saison 10, épisode 3)

- John Clarence Stewart (en) dans :
  - What If...? (2019) : Lionel (7 épisodes)
  - Zoey et son incroyable playlist (2020-2021) : Simon (25 épisodes)

- Cleveland Berto dans :
  - Lucifer (2019) : Holla Bae/Squee (saison 4, épisode 10)
  - Chicago Police Department (2021) : Andre Cooper (saison 8)

- Armand Fields dans :
  - Work in Progress (2019-2021) : King (11 épisodes)
  - The Chi (2021) : Arnaz (2e voix - saison 4, épisode 3)

- Phillip James Brannon dans :
  - The Good Fight (2019-2022) : Kevin Walker (7 épisodes)
  - Servant (2019-2023) : Matthew Roscoe (17 épisodes)

- Jay Pharoah dans :
  - A Million Little Things (2019-2023) : Omar Howard (3 épisodes)
  - A Black Lady Sketch Show (2022) : Jaybrien (saison 3, épisode 4)

- Tyshon Freeman dans :
  - Most Wanted Criminals (2020) : Larry Green (saison 1, épisodes 12 et 14)
  - BMF (depuis 2021) : Hoop

- Jordan Stephens (en) dans :
  - Feel Good (2021) : Elliott (saison 2)
  - Starstruck (2022) : Felix (saison 2, épisode 3)

- Tituss Burgess dans :
  - Schmigadoon ! (2021) : le narrateur (voix)
  - Les Télétubbies (2022) : le narrateur (voix)

- 2008 : Les Enquêtes de Murdoch : Wallace Driscoll (Robbie Amell) (saison 1, épisode 8)
- 2008 : Nick Cutter et les Portes du temps : Lucien (Jacob Anderson) (saison 2, épisode 4)
- 2009 : Ugly Betty : le fils (Tyrone Paul Jr.) (saison 4, épisode 1)
- 2010 : The Big C : le pasteur (Teagle F. Bougere) (saison 1, épisode 10)
- 2012 : Cougar Town : Kevin (LaMarcus Tinker) (11 épisodes)
- 2010 : Hannah Montana : Iyaz (Iyaz) (saison 4, épisode 8)
- 2011 : Treme : l'inspecteur de la ville (Jesse Moore) (saison 2, épisode 5)
- 2011 : Entourage : Uehara Yori [Qui ?] et Carter Peterson Shawn [Qui ?]
- 2012 : Unforgettable : le serveur du Restaurant (Ro Boddie) (saison 1, épisode 21)
- 2012 : Body of Proof : le chauffeur de taxi (Sean Kingston)
- 2013 : Boardwalk Empire : De-Ernie Coates (Surya Botofasina) et Grover (Jared Grimes)
- 2013 : The Newsroom : Guard (James Holloway), Zach (Shaun Brown)
- 2013 : Revolution : Neil Gibson (Edrick Browne) (saison 2, épisode 1)
- 2013 : Luther : Steve Meredith (Ryan Calais Cameron) (saison 3, épisode 3)
- 2013 : Switched : Carter (Keston John) (saison 2, épisode 21)
- 2013 : Inspecteur Barnaby : Dev Kardek (Nikesh Patel) (saison 16, épisode 1)
- 2013 : Luther : Eroll Minty (Michael Obiora)
- 2014 : Almost Human : Michael Bennett (Dalias Blake) (saison 1, épisode 11)
- 2014 : State of Affairs : Aaron Payton (Mark Tallman)
- 2014 : Castle : Sam (Carlton Byrd) (saison 6, épisode 13), Kyle (David Blue) (saison 6, épisode 8), Reno (Dre' Michael Chaney) (saison 6, épisode 20)
- 2014 : Revolution : Vincent (Julius Gregory) (5 épisodes)
- 2014 : Murder : Ajay (Jeremy Batiste), Tristan (John Duffy XXVII), l'employé de bureau (York Fryer), Noah (Anthony Hill) et le bel homme (Donnell Turner)
- 2014 : You're the Worst : Sam Dresden (Brandon Mychal Smith)
- 2014 : Grey's Anatomy : Fish Man (Brian Michael Jones)
- 2014 : Reckless : La Loi de Charleston : Maddox Tate (Jordan Calloway) et Alex Briggs (Adrian Kali Turner)
- 2014 : Unforgettable : Weatherly Palmiotti (Tommar Wilson)
- 2015 : Empire : lui-même (Roblé Ali), lui-même (Jason Derulo), Raheem (Aron Lamar), One Stop (Jerry Mackinnon) et le junkie (Aaron Stigger)
- 2015 : Unforgotten : Curtis (Ode Ayefeso)
- 2015 : Crazy Ex-Girlfriend : Xander (Thor Knai) et Jim (Burl Moseley)
- 2015 : Mr. Robot : Andre (J. Alphonse Nicholson)
- 2015 : Sense8 : un agent de sécurité (Khary Moye)
- 2015 : AD Kingdom : James (Apôtre Jean) (Denver Isaac)
- 2015 : Meurtres au paradis : Steve Taylor (Joel Fry)
- 2015 : Unbreakable Kimmy Schmidt : Elijah (Ras Enoch McCurdie)
- 2015 : Switched : Carter (Keston John)
- 2015 : UnREAL : Jay (Jeffrey Bowyer-Chapman)
- 2015-2019 : Ballers : Rodney (LaRoyce Hawkins) (saison 1, épisode 1), Chip (Tyler James Williams) (saison 1, épisodes 2 et 4), Ray (Elijah Cook) (9 épisodes), Phil (Jeff Williams) (saison 3, épisode 8), le livreur (Mark Oby Brown) (saison 5, épisode 4) et Melvin Gordon (Melvin Gordon) (saison 5)
- 2016 : Roots : Wolof (Ernest Ndlovu) (mini-série)
- 2016 : Hand of God : BIg Jackie (Brian Hooks)
- 2016 : Bones : Thomas Saltz (Sam Sarpong), Kenny Johnson (Daniel Lee Robertson III) et Ian Johnson (Jordan Fisher)
- 2016 : Racines : Samson (Hakeem Kae-Kazim) (mini-série)
- 2016 : Mom : Dr Patel (Sean T. Krishnan)
- 2016 : Meurtres au paradis : Dan Hagen (Julian Ovenden)
- 2016 : Insecure : Brandon (Kamal Angelo Bolden) et Thug Yoda (Winger Tristen Jr.)
- 2016 : Esprits criminels : Unité sans frontières : le lieutenant Okoye (Garikayi Mutambirwa)
- 2016 : Unforgotten : Curtis (Ade Oyefeso) (6 épisodes)
- 2016 : Les Voyageurs du temps : Jeff Conniker (J. Alex Brinson)
- 2016 : Shooter : Donny Fenn (Rob Brown)
- 2016 : Game of Silence : Dennis Lowen (Chuma Gault)
- 2016 : Crazyhead : Tyler (Arinzé Kene)
- 2016 : Atlanta : Antoine/Harrison (Niles Stewart)
- 2016 : American Crime : Kevin LaCroix (Trevor Jackson)
- 2016-2017 : L'Exorciste : le Père Bennett (Kurt Egyiawan)
- 2016-2017 : The Get Down : Winston Kipling (Ron Cephas Jones)
- 2016 / 2019 : Chicago Med : Ian Vance (Levenix Riddle)
- 2017 : Double Jeu : Chandu (Bortey Wendler) (épisode 28)
- 2017 : Murder : l'employé de bureau (Yorke Fryer) et Noah (Anthony Hill)
- 2017 : En coulisse avec Julie : la voix chantée de GUS (Giullian Yao Gioiello)
- 2017 : The Magicians : le prince Ess (Arlen Escarpeta)
- 2017 : Bull : Giancarlo Startor (Johnathan Fernandez)
- 2017 : Suspect n°1 : Tennison (en) : l'inspecteur Ashton (Daniel Ezra) (mini-séri)
- 2017 : Strike Back : le caporal Michael Doyle (Benjamin O'Mahony), le videur VIP (Adam Béli), Doyle [Qui ?] et le quatrième rebelle [Qui ?]
- 2017 : Luke Cage : Carl Lucas Jeune (Clifton Cutrary)
- 2017 : The Son : Neptune (J. Quinton Johnson)
- 2017 : Chicago Fire : Mateo (Stefan Holdbrook)
- 2017 : Valor : le sergent Wilton (Max Calder), Dauud (Dajour Ashwood), le premier rebelle [Qui ?] et le premier militaire [Qui ?]
- 2017 : The Super : Cal (Okieriete Onaodowan)
- 2017-2018 : Chicago Police Department : Brian Mooney (Sean Parris), Andre Griffin (Isaac Alexander) et Isaiah Young (Demorris Burrows)
- 2017-2019 : NCIS : Enquêtes spéciales : Royce Layton (Johnny Ray Gill), Raymond Smith (Allen Maldonado) et le caporal Ray Jennings (Demetrius Hodges)
- 2018 : Nora Darling n'en fait qu'à sa tête : Terrell (Ato Blankson-Wood) et Max (James Foster)
- 2018 : Tin Star (en) : le révérend Grégoire (Kevin Hanchard)
- 2018 : The First : Prefect Human (Akeem Biggs)
- 2018 : Best.Worst.Weekend.Ever. (en) : Duane (Eddy Leavy)
- 2018 : You're the Worst : Sam Dresden (Brandon Mychal Smith)
- 2018 : DC Titans : Dove (Elliot Knight)
- 2018 : Le Secret de Nick : l'installateur d'alarme (Troy Winbush)
- 2018-2021 : Cobra Kai : Trey (Terayle Hill) (5 épisodes), A.J (Jonathan Mercedes) et Paul (Christian Gabriel Anderson)
- 2019 : American Gods : la première racaille ado (Tony Ofori)
- 2019 : Blacklist : l'agent Randolph (Khris Davis
- 2019-2020 : Better Things : Fedex Guy (Kelvin Blunt), Bryce Banks (Bryce Banks), l'agent de bord (Antoine Perry) et l'ami de Delphine (James Williams)
- 2019 : Dynastie : Sterling Wells (Al-Jaleel Knox)
- 2019 : Good Omens : Famine (Yusuf Gatewood) (saison 1)
- 2019 : Magnum : le kidnappeur (Aaron Toney) et Noah (Deontay Wilder)
- 2019 : Luther : Eroll Minty (Michael Obiora)
- 2019 : Dear White People : Jerry Skyler / lui-même (Mista Griggins)
- 2019 : Good Doctor : Santa Pete (Peter Bailey)
- 2019 : Fosse/Verdon : Ben Vereen (Ahmad Simmons)
- 2019 : Carlo et Malik : Nabil
- 2019 : NCIS : Los Angeles : Jerome Bailey (Philip Smithey)
- 2019 : All American : Shawn Scott (Jay Reeves)
- 2019 : Fleabag : David (Ray Fearon)
- 2019 : La Boutique des secrets : le coach Byers (Devielle Johnson)
- 2019 : The Good Fight : Gary Carr (Gary Carr)
- 2019 : S.W.A.T. : Yonas Meckonnen (Siaka Massaquoi)
- 2019 : Cheat : Stephan (Parker Sawyers)
- 2019 : Meurtres au paradis : Anthony (Caleb Anthony)
- 2019 : A Million Little Things : Omar (Jay Pharoah)
- 2019 : Jane the Virgin : Morgan (Doug Locke)
- 2019 : Dans leur regard : Marci Wise/Norman Wise (Isis King) (mini-série)
- 2019 : Le Maître du Haut Château : Mingus Jones (Lyriq Bent)
- 2019 : Big Little Lies : Mickael Perkins (Mo McRae)
- 2019 : Baptiste (en) : Sam (Alun Raglan) et Ron (Omar Baroud)
- 2019 : Shrill : Cody (Gary Richarson)
- 2019 : The Family Man (en) : Bilal (Ashmith Kunder)
- 2019 : Mindhunter : l'officier Lewis (Thomas Daniel Smith)
- 2019 : iZombie : Tony (Donald Sales)
- 2019 : Caronte : Adeyemi (Boré Buika)
- 2019 : Agatha Raisin : Gaz Towler (Asan N'Jie)
- 2019 : Temple : Jamie (Tobi King Bakare)
- 2019 : A Black Lady Sketch Show : Brian (Preacher Lawson)
- 2019[16] : Wu-Tang: An American Saga : Jah Son (Jorge Lendeborg Jr.) (3 épisodes)
- 2019 : Dr Harrow : Jacob Diallo (Pacharo Mzembe (en)) (saison 2, épisode 1)
- 2020 : Reine du Sud : Cedric (Donald Paul)
- 2020 : Star : le présentateur (Gordon Maurice Swiney III) et Leon (Kia Shine)
- 2020 : Helpsters : Gary Glass (Derek Gaines)
- 2020 : AJ and the Queen : Maria Paris Balenciaga (DragQueen) de son vrai nom Elijah Kelly
- 2020 : Soupçon de magie : Darryl (Jamaal Grant)
- 2020 : Magnum : Noah (Deontay Wilder)
- 2020 : The Chi : le grand frère (Brandon K. Jones), TEP (Ronald L. Conner) et Doomsday (Reggio McLaughlin)
- 2020 : What We Do in the Shadows : Derek (Chris Sandiford)
- 2020 : The Affair : le présentateur [Qui ?]
- 2020 : Bluff City Law : Teddy (Alex Phillips), Macéo (Davont'e Franklin) et le coursier [Qui ?]
- 2020 : Self Made : D'après la vie de Madame C.J. Walker : Sweetness (Bill Bellamy)
- 2020 : Brews Brothers (en) : Mason (Taj Speights) et Kevin (Philip Smithey)
- 2020 : ZeroZeroZero : le pharmacien (Tchiky Touré)
- 2020 : NCIS : Nouvelle-Orléans : le voisin avec son chien [Qui ?]
- 2020 : Les Enquêtes de Murdoch : le gardien de nuit (Orville Cummings)
- 2020 : Fatal Affair : Scott (Jacob aaron gaines)
- 2020 : Grey's Anatomy : Station 19 : David le travesti (Brandon Win) et Stingray (Remington Hoffman)
- 2020 : Sense of Tumour : Patje (Yemi Oduwale)
- 2020 : Virgin River : Zeke (Garfield Wilson)
- 2020 : Emily in Paris : Grey Space (Isaiah Hodges)
- 2020 : COBRA : Kolo (Tawana Dingembria)
- 2020 : P-Valley : l'oncle Clifford (Nico Annan)
- 2020 : Le Nouveau Muppet Show (en) : RuPaul (RuPaul) (épisode 1)
- 2020 : Bienvenue chez Mamilia : Royale (Tyler Cole) (saison 2)
- 2020 : L'Amour au temps du Corona (en) : Dedrick (Catero Colbert) (mini-série)
- 2021 : Colin en noir et blanc : Colin Kaepernick (Colin Kaepernick) (mini-série)
- 2021 : Harlem : Shawn (Robert Ri'chard (en)) (saison 1)
- 2021-2022 : Flash : Deon Owens / Still Force (Christian Magby) (13 épisodes)
- 2021-2022 : Our Kind of People : Quincy Dupont (Kyle Bary) (12 épisodes)
- 2021-2022 : New York, unité spéciale : le chef du bureau Phillip Baptiste (Teagle F. Bougere) (saison 23)
- depuis 2021 : Les Experts : Vegas : Bryan Roby (Luke Tennie)
- 2022 : Le Dernier Bus : ? (?)
- 2022 : 61st Street (en) : Marquise [Qui ?]
- 2022 : Tales of the Walking Dead : l'officier Sampson (Ameer Baraka) (épisode 2)
- 2022 : Comment élever un super-héros : Tevin Wakefield (Rome Flynn) (saison 2)
- 2022-2023 : Winning Time: The Rise of the Lakers Dynasty (en) : Michael Cooper (Delante Desouza) (14 épisodes)
- 2022-2023 : La Défense Lincoln : Terrell Coleman (Aaron « Shwayze » Smith (en)) (3 épisodes)
- depuis 2022 : Blood Psalms : Pee-Erot (Ayanda Daweti)
- 2023 : Acharnés : Cameron (Kondwani Phiri)
- 2023 : Miseducation : Rizzla (Rizzla)
- 2023 : La Roue du temps : l'homme qui annonce les nouvelles dans la rue (Michael Amariah) (saison 2, épisode 3)
- 2023 : N'oublie pas de vivre : Vernon (Trent M. Williams) (3 épisodes)
- 2023 : Lawmen : L'Histoire de Bass Reeves : Edwin Jones (Grantham Coleman) (mini-série)
- 2023 : Jane : ? (?)
- depuis 2023 : Furtive : Joseph (Hein De Vries)
- 2024 : Trigger Point (en) : Alex (Tomiwa Edun (en)) (saison 2)

#### Séries d'animation
- 2011 : Rastasouris (en) : Zippy, Typo, Techno, Robby, Jimmy H, Franck et Didier
- 2011 : LOVA & LOVA : Luc[n 5]
- 2014 : La Forêt de l'Étrange : la chanson du vent du Nord
- 2014-2016 : Breadwinners : Beudusse (voix chantée), interprète des chansons
- depuis 2014 : Blaze et les Monster Machines : Crusher
- 2015-2016 : Les Agents pop secrets : Scott (voix chantée)
- 2015-2020 : Thunderbirds : Robert Williams
- 2016-2019 : La Garde du Roi lion : Ajabu l'Okapi, Chanson Fujo
- 2016-2020 : Unikitty! : Hawkodile (voix chantée), Richard (voix chantée)
- 2016-2024 : Teen Titans Go! : Changelin (voix chantée), Triton (voix chantée)
- 2017 : Pete the Cat (en) : Leon, le chat de Noel
- 2017-2018 : Sunny Day (en) : Peter
- 2017-2021 : Oswaldo : Jeronimus, M. Ramirez, DJ, Paresseux, Tripp, Brad Moth, Tony du Gang des retraités et les bébés
- 2018 : Tip la Souris : l'escargot (voix chantée)
- 2018-2019 : La Magie de Motown : Jimmy Mack, Coach, Danny le Dinosaure, l'homme vampire de la télévision
- 2018-2019 : Ours pour un et un pour t'ours : Nate, Leslie, Dr Clark, Fred et Kale
- 2018-2020 : Planète Harvettes : Mortimer
- 2019-2020 : Corn et Peg : le coach Percheron et Prancelot
- 2019-2021 : Love, Death and Robots : X BOT 4000
- 2019-2022 : Charlie au pays des autocollants (en) : Tentacoolos, interprète du générique d’ouverture
- 2020 : Kipo et l'Âge des animonstres : Lio (2e voix)
- 2020 : Hoops : Ron
- 2020 : Noblesse : Karias Blerster
- 2020-2021 : Tut Tut Cory Bolides (en) : DJ Déraille, DJ Train Trax, le commentateur du bowling, Justin Beeper, Henry Klaxon, Mini auto chiot et MC Beatboxer
- 2020-2022 : Trolls Trollstopia : Petit diamant
- 2020-2022 : Central Park : Cole Tillerman
- 2020-2024 : Star Trek: Lower Decks : le lieutenant Jet[n 6]
- 2021 : Maya, princesse guerrière (en) : Zapote (mini-série)
- 2021 : Scooby-Doo et Compagnie : le fantôme de Tabb Tatters (saison 2, épisode 19)
- 2021 : Komi cherche ses mots : Shigeo Chiarai
- 2022 : Le Monde Maxi de Sago Mini : Larry
- depuis 2022 : The Boys présentent : Les Diaboliques : Mister Jupiter / Ironcast[n 7], l'otage
- 2023 : Moon Girl et Devil le Dinosaure : James Jr.
- 2023 : Vinland Saga : un habitant du village natal de Thorfinn (doublage Netflix)
- 2023 : Beavis et Butt-Head : voix additionnelles
- 2023 : Malédictions ! (en) : le moine sage
- 2023 : Hero Inside : Woogie
- 2024 : Hazbin Hotel : Husk
- 2024 : Mashle : Ryoh (saison 2)
- 2024 : Good Times (en) : voix additionnelles
- 2024 : Ariel : Sébastien
- 2024 : Jurassic World : La Théorie du Chaos : Brandon Bowman
- 2025 : Votre fidèle serviteur Spider-Man : Klev[n 8]

### Jeux vidéo
- 2014 : Sunset Overdrive : Floyd
- 2015 : Final Sky : Arwin, Ibuki et Onimichi
- 2016 : Call of Duty: Infinite Warfare : André[n 9]
- 2016 : Tom Clancy's The Division : voix additionnelles
- 2017 : Horizon Zero Dawn : voix additionnelles
- 2017 : Star Wars Battlefront II : voix additionnelles
- 2017 : World of Warcraft: Battle for Azeroth : Zekhan
- 2018 : Hearthstone : le guerrier Troll dans la cinématique « Les jeux de Rastakhan »
- 2018 : Forza Horizon 4 : Mistajam et le DJ de la radio « Block Party »
- 2019 : Hearthstone : chœurs dans la cinématique « L'Envol des Dragons »
- 2020 : Marvel's Spider-Man: Miles Morales : Caleb Ward et voix additionnelles
- 2020 : Cyberpunk 2077 : voix additionnelles
- 2022 : Dying Light 2 Stay Human : Ludolf
- 2022 : Lego Star Wars : La Saga Skywalker : Finn
- 2022 : Need for Speed Unbound : Cha Cha
- 2023 : Cyberpunk 2077 : Phantom Liberty : Jacob Long
- 2023 : Marvel's Spider-Man 2 : Caleb Ward
- 2023 : Avatar: Frontiers of Pandora : ?
- 2024 : Final Fantasy VII Rebirth : Garth
- 2024 : Batman: Arkham Shadow (en) : Otis Flannegan / Ratcatcher, Johann, Martinez et Paul

### Génériques
- 2014 : Générique d'ouverture du dessin animé Breadwinners.
- 2015 : Co-interprétation (Chœurs) du Générique d'ouverture de la série Power Rangers : Dino Charge.
- 2016 : Générique d'ouverture de la saison 3 du dessin animé Les Mystérieuses Cités d'or[17]
- 2016 : Générique d'Ouverture du dessin animé Les Agents POP Secret / Fresh Beat band
- 2017 : Générique d'Ouverture de la série Netflix En coulisse avec Julie[18]
- 2017 : Générique d'Ouverture de la série Massive Monster Mayhem[19]
- 2019 : Générique d'Ouverture du dessin animé Charlie au pays des autocollants
- 2020 : Générique d'Ouverture du dessin animé Otis à la rescousse

### Documentaires
- Trigger warning with Killer Mike : AC, Jinzo, Shareef, Darian, Man 3.
- Truth Behind the Moon Landing - Leland Melvin
- Awake: The Million Dollar Game - James Davis
- Donkmaster - 2Fly, Ceo LArri, Ezzy Money, Homme 1, 10, 13, 16, 2, 3, 9, Aaron...
- Dopesick Nation - Nate, Ray, Nick, Twitch, Eric, Youssef, Homme 2, Homme black, Dealer, Policier..
- Rhythm + Flow - D-Smoke)
- Ridiculousness - Mike Holston, Shiggy, Jimmy O. Yang, James Davis, Tommy Lee, Wes Scantlin, Melvin Gregg, Jasper Dolphin (en), Tyga, Jake Paul, Brian Urlacher, Puma Robinson, Davon Lamar Wilson
- Munchies - Tarik Abdullah (Lui-Même)
- Prank Encounters - Jeffrey Lewis, Julian, Pilote, Jeff et Vertiz
- Flophouse - Solomon Georgio
- Fastest Car
- "Danny's House" - BURRITO OF THRUTH, HOMME 2, HOMME 3, MARTIN URBANO, A$AP ROCKY, SHERM THE PIZZA GUY, MIC, SCHOOLBOY Q, SHANNON CLOUD, MICRO 2, VIOLENT J, CHEF, ZACK, CHEF HAT, CHIROPRACTOR, SHERM)
- Jersey Shore « Vacances en Famille » - Ronnie Ortiz Magro, Zach, Chris Larangeira, Chris Buckner, Chris Larangeira
- Floor is Lava (Netflix) - Jerrold, Bryceson, Rabi, Todd
- Absurd Planet (Drôle de Planète) - Brian, Bryhann, Homme 1, Guépard
- Last Chance U - Ti'Yahti Harris, Dior Scott Walker
- Beyond Scared Straight - Diverses voix
- Song Exploder - Dominique, Nate
- Crack - Dr Carl hart, Ruben Castaneda, Jonathan Winer
- Marriage or Mortgage - Antonio
- Amend - Brian Stevenson
- Canine Intervention - Tay, Michael, Zay, Twalhee, Andre Berto, Ray, Dave, Mike.

### Direction artistique
- 2022 : Heart Parade[20]
- 2023 : L'Île des formes

## Discographie

### Albums
- 2008 : Fame
- 2014 : DISCO, le spectacle musical
- 2014 : Hansel et Gretel, la comédie musicale (dans le rôle du Faune pour l'album du spectacle)
- 2016 : Gospel sur la colline
- 2016 : Vaiana : La Légende du bout du monde - Interprète de la chanson L'Explorateur[21]
- 2017 : Cerise chante Disney (Album de Cerise Calixte) : Chœurs Homme

### Single
- 2013 : Un faux départ, single avec le collectif Les grandes voix des comédies musicales[22],[23]